# 金属中毒
金属中毒（きんぞくちゅうどく、英: metal poisoning）または、金属毒性（きんぞくどくせい、英: Metal toxicity）とは、特定の金属が特定の形態や、摂取などにより生体に対して有毒となる作用である。これは可溶性の金属が毒性のある化合物を形成することがあるためである。
金属には、必須ミネラルのような生物学的な役割を持たないものや、特定の形態で毒性を持つものがある。アメリカ疾病予防管理センター（CDC）によれば、例えば、重金属である鉛は計測が可能な量であれば、必ず健康に悪影響を及ぼしうる物質である。
有毒金属は、体内の必須元素の作用を模倣して代謝プロセスに入り込み、疾患を引き起こすことがある。例えば、放射性重金属であるラジウムは、カルシウムを模倣して生体に取り込まれる。鉛や水銀の中毒も同様であることが示唆されている。
多くの重金属が有毒であるため重金属のみが有毒と見なされがちであるが、ベリリウムやリチウムなどの軽金属も状況によっては有毒である。また、重金属は常に特別に有毒であるとは言えず、中には鉄のように生体の必須ミネラルであると同時にフェリチン過剰の原因となるものもある。したがって、有毒金属には限度無く服用した場合の微量元素も含まれ、ビスマスのような低毒性の金属も含まれる。

## 概要
有毒な金属の定義には、少なくともタリウム、カドミウム、マンガン、鉛、水銀、そして放射性の金属が含まれることが多い。半金属（ヒ素、ポロニウム）も含まれることがある。放射性の金属は、放射性の毒性と化学的な毒性の両方がある。酸化した金属もまた生体にとっては異物であり、毒性を生じることがある。すなわち、クロムなら微量元素の三価クロムは必須ミネラルであるが、六価クロムは発がん性物質である。
有毒金属は溶解することで毒性を生じる。金属毒性は全て、その配位子に左右される。有機金属は、メチル水銀やテトラエチル鉛が極めて有毒である一方、コバルトセノシウム・カチオンのような有機金属誘導体は毒性が低い場合もある。有機化合物でも無機化合物でも金属でも溶解性が低い場合は、毒性は無視できることが示されている。

## 環境の除染
有毒金属の除染は、有機化合物の毒素の場合とは異なる。有毒金属は元素であり破壊できないので、キレート剤で不溶化したり、バイオメディエーション（生体利用）で回収したりする。代替的に、十分に大きな貯蔵庫、たとえば海に希釈廃棄することもできる。これは当面の毒性は、量よりもむしろ濃度によって決まるためである。
一方、有毒金属は、生体や食物連鎖の中で生体蓄積を起こすことがある。したがって、有毒金属は多かれ少なかれ慢性的に毒性であるものをいう。
土壌中の重金属を除去するもう一つの方法は、植物を使用して土壌に滞留した毒性の重金属を抽出し濃度を下げるファイトレメディエーションとなる。

## 検査
人間は常に環境中の金属に曝露しているため医学的検査での金属が検出されることがあるが、米国ではそれだけでは中毒とは見なされず、金属スクリーニング検査の実施は人が過度に金属に晒された場合などに限られている。日本では血中金属の測定方法が開発されている。
ヘモクロマトーシスや鉄過剰症などのように、代謝が至らずに体内の肝臓や血液に過剰に金属が蓄積される中毒症も存在する。

## 治療
鉛、水銀、ヒ素などの重金属中毒の治療にペクチンが使用されてきた歴史があるが、科学的な立証については途上である。
金属中毒の治療法の技術の一つに、キレート剤を投与して体内から金属を除去するキレーション療法があるが、キレート製品は米国では販売が許可されていない。キレーション薬剤には適切に投与された場合でも重大な副作用があり、不適切な投与は神経の発達に障害を引き起こしたり、発がんリスクを増加させたり、死亡に至らせる可能性がある。

## 種類と事例
- リン化アルミニウム
- ヒ素 - 森永ヒ素ミルク中毒事件
- ベリリウム
- カドミウム中毒 - イタイイタイ病
- 銅 - 足尾鉱毒事件
- 鉄中毒 - 鉄過剰症

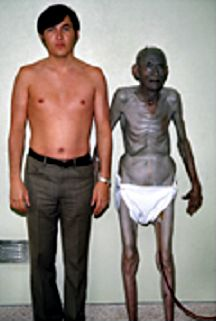
銀含有の点鼻薬を何十年も使用していた92歳白人男性の銀皮症（右）。真皮色素沈着があった。

- 鉛中毒 - 牛込柳町鉛中毒事件、有鉛ガソリン、スヴェンスクフーセットの悲劇、フランクリン遠征
- 六価クロム - スラグ鉱さい
- リチウム
- マンガン
- 水銀・朱砂 - 水俣病
- 銀
- タリウム
- 錫
- 亜鉛
- 硫黄 - マスタードガス、四日市ぜんそく、硫黄循環（英語版）、硫黄代謝（英語版）
- セレン
- フッ素 - PFOS（PFAS、フッ素系界面活性剤）
- ホウ素
- ポロニウム